# 徕卡显微系统
徠卡顯微系統（徠卡顯微系統有限責任公司）是一家全球顯微鏡與科學儀器的領導者，逐步發展成為顯微成像系統行業的全球領導廠商。
徠卡顯微系統主要分為三個業務部門：生命科學與研究顯微、工業顯微與手術顯微部門。在5個國家設有6大研發製造基地，在20多個國家設有銷售及服務分支機構。

## 歷史
1849年，成立Optical Institute。
1869年，改稱Ernst Leitz Wetzlar。
1986年，Wild Heerbrugg收購Ernst Leitz Wetzlar。
1987年，改稱Wild Leitz Holding。
1990年，改稱徠卡；收購Cambridge Instruments、Reichert-Jung和American Optical。
1994年，收購Magnavox和Zünd Systemtechnik。
1996年，成立徠卡相機。
1997年，收購Helava和BAE SYSTEMS；成立Wiltronic、Swissoptic和LH Systems。
1998年，成立徠卡測量系統和Polymeca；改稱徠卡顯微系統；Lancet Investments收購徠卡測量系統、Investcorp收購徠卡測量系統。
2005年，丹纳赫收購徠卡顯微系統。
2007年，成立徠卡病理系統努斯洛赫。
2012年，收購Aperio。
2014年，收購Aotec。 
2014年，收購Devicor Medical Products。
2015年，收購Bioptigen。

## 外部連結
- （英文）徠卡顯微系統全球 （页面存档备份，存于）
- （简体中文）徠卡顯微系統中國大陸 （页面存档备份，存于）